# Groupe MNCAP
Le groupe MNCAP est un groupe mutualiste français indépendant, principalement actif dans le domaine de l'assurance de prêt. La société est également présente sur le segment de la prévoyance en proposant des garanties perte d'emploi ou encore des garanties contre les loyers impayés pour les propriétaires bailleurs,.
Le groupe se compose de trois entités mutualistes : MNCAP, MNCAP-AC et Cap Mutualité, cette dernière étant une union mutualiste de groupe visant à coordonner les actions des deux autres entités,.
Pour distribuer ses offres assurantielles auprès du grand public, la société dispose de partenariats avec des courtiers en assurance, des banques et des acteurs de l'économie sociale.

## Histoire
La « mutuelle nationale des constructeurs et accédant à la propriété » (MNCAP) est initialement créée en 1971 par la « Fédération nationale des services conseils et d'action pour le logement » (FNSCL), association active dans le domaine du logement social. La MNCAP propose alors des assurances de prêts immobiliers englobant des garanties décès, incapacité et invalidité.
La société se développe ensuite dans le domaine des prestations assurantielles complémentaires, incluant notamment les garanties perte d'emploi et le cautionnement de prêts. Ces activités sont regroupées en 2003 dans la « mutuelle nationale des constructeurs et accédant à la propriété - Assurances caution-protection chômage » (MNCAP-AC). Le groupe MNCAP se compose dès lors de deux entités : la MNCAP et la MNCAP-AC.
Le groupe crée en 2011 « Cap Mutualité », qui constitue statutairement une union mutualiste de groupe permettant de coordonner les actions de la MNCAP et de la MNCAP-AC,. Cap Mutualité introduit également une logique de solidarité financière entre les deux entités mutualistes,.
En 2019, Paul Le Bihan succède à Jean-Claude Fret au poste de président du groupe MNCAP. Il devient également à cette occasion président de chacune des trois entités du groupe : Cap Mutualité, MNCAP et MNCAP-AC. Sont également élus à la même date les « vice-présidents délégués » de chaque entité : Jacques Le Guennec pour Cap Mutualité, Christian Gaudin pour MNCAP et Denis Spasic pour MNCAP-AC. En 2021, le groupe MNCAP fait partie des huit cofondateurs de l'Association pour la promotion de la concurrence en assurance des emprunteurs (Apcade).

## Activités
Au sein du groupe MNCAP, seules les entités MNCAP et MNCAP-AC exercent une activité d'assurance. La première, MNCAP, a conservé sa spécialité historique en créant et en gérant des contrats d'assurance de prêts en se concentrant sur le segment des garanties décès, incapacité et invalidité. Concrètement, ces assurances permettent aux emprunteurs et/ou à leur famille de bénéficier d’une prise en charge du remboursement de leur prêt en cas de décès, d'invalidité ou d'incapacité par maladie ou accident. La seconde entité, MNCAP-AC, propose quant à elle des prestations assurantielles pouvant être vendues en complément des contrats d'assurance de prêts. Sont ainsi concernées les garanties perte d'emploi pour les chefs d'entreprise, le cautionnement de prêts et les garanties contre les loyers impayés pour les propriétaires bailleurs.
Les offres assurantielles du groupe MNCAP sont distribuées par des courtiers en assurance, des banques et des acteurs de l'économie sociale auprès de leurs propres clients. À titre d'exemple, les offres d'assurance de prêt de MNCAP sont distribuées par le groupe CBP, par le groupe April, par le courtier Assuréa Distribution, ou encore par la plate-forme Digital Insure, qui propose des contrats d'assurance emprunteur du groupe MNCAP pour des particuliers effectuant une profession à risque. Le courtier Utwin, filiale du groupe Prévoir, distribue pour sa part des assurances de prêt du groupe MNCAP auprès de professionnels du secteur médical et paramédical.
En 2020, l'activité de MNCAP a généré des cotisations brutes d'un montant de 55,1 millions d'euros, et l'activité de MNCAP-AC a généré des cotisations de 8,5 millions d'euros. En 2019, environ 140 000 personnes étaient couvertes par un produit d'assurance du groupe MNCAP.